# 2,2'-硫代二乙酸
2,2'-硫代二乙酸是一种有机硫化合物，化学式为C4H6O4S。它可由氯乙酸、碳酸氢钠和硫化钠反应制得。它和草酰氯或三氟乙酸酐反应，可以得到2,2'-硫代二乙酸酐。